# بدء التحفيز

## بداءة التحفيز
تعمل المحركات على تحفيز نسخ DNAtranscription promoter) حمض نووي ريبوزي منقوص الأكسجين )وهي مشابهه لعمل صندوق برينبو Pribnow box

للكائنات بدائية النوى Prokaryotic أو صندوق TATA للكائنات حقيقية النوى Eukaryotic .
التسلسل YYAN(T/A)YY دائم الوجود، حيث Y يوقف أي بيرميدين (الثايمين أو السيتوزين ), وبالمثل لصندوق TATA
و يسهل التحفيز الربط بين عامل النسخ Transcription factor II D